# Internationella dagen för biologisk mångfald
Internationella dagen för biologisk mångfald är en av FN:s internationella dagar och uppmärksammas den 22 maj varje år.
Dagen instiftades i december 1993 och datum fastställdes 2000 till den 22 maj. Med dagen vill FN:s påminna om den biologiska mångfaldens betydelse för allt liv på jorden. Ungefär en femtedel av alla djurarter riskerar utrotning och i genomsnitt försvinner en art per månad. Av 7000 växtarter som människan odlat under jordbrukets långa historia är det enbart 30 arter som idag bidrar till den mat vi äter.

## Teman för respektive år
För respektive år utses ett tema. Här redovisas tema med dess ursprungliga engelska namn.
- 2002 - Dedicated to forest biodiversity
- 2003 - Biodiversity and poverty alleviation - challenges for sustainable development
- 2004 - Biodiversity: Food, Water and Health for All
- 2005 - Biodiversity: Life Insurance for our Changing World
- 2006 - Protect Biodiversity in Drylands
- 2007 - Biodiversity and Climate Change
- 2008 - Biodiversity and Agriculture
- 2009 - Invasive Alien Species
- 2010 - Biodiversity, Development and Poverty Alleviation
- 2011 - Forest Biodiversity
- 2012 - Marine Biodiversity
- 2013 - Water and Biodiversity
- 2014 - Island Biodiversity
- 2015 – Biodiversity for Sustainable Development
- 2016 – Mainstreaming Biodiversity; Sustaining People and their Livelihoods[1]
- 2017 - Biodiversity and Sustainable Tourism
- 2018 - Celebrating 25 years of Action for Biodiversity
- 2019 - Our Biodiversity, Our Food, Our Health
- 2020 - Our solutions are in nature
- 2021 - We're part of the solution #ForNature
- 2022 - Building a shared future for all life
- 2023 - From agreement to action: build back biodiversity